# Izmael (syn Netaniasza)
Izmael (hebr. ישמעאל) – postać starotestamentowa  pojawiająca się w Księdze Jeremiasza, rozdziałach 40 i 41 oraz 2 Księdze Królewskiej 25,25. Członek rodziny królewskiej. Na polecenie Baalisa, króla Ammonitów, zamordował namiestnika króla Nabuchodonozora w Judei, Godoliasza. Wraz z towarzyszami wymordował także zwolenników namiestnika, Babilończyków, żołnierzy oraz siedemdziesięciu pielgrzymów przybyłych w pochodzie żałobnym (oszczędził dziesięciu z nich, gdyż ci obiecali mu dostarczenie żywności). Ciała pomordowanych wrzucił do cysterny. Następnie uprowadził mieszkańców Mispa oraz członkinie rodziny królewskiej. Wystąpił przeciw niemu Jochanan wraz z dowódcami wojskowymi i większością pozostawionych w ojczyźnie mieszkańców Judy. Pozbawiony nadziei na zwycięstwo zbiegł wraz z ośmioma towarzyszami do kraju Ammonitów.
Według komentarza w Biblii Tysiąclecia Izmael nie działał jedynie na polecenie króla Baalisa, lecz zamierzał ukarać Godoliasza, którego uważał za zdrajcę z powodu kolaboracji z Babilończykami.